# لافينتي لانتوس
لافينتي لانتوس (بالمجرية: Lantos Levente)‏ هو لاعب كرة قدم مجري في مركز الوسط، ولد في 26 يوليو 1980 في بيتش في المجر. لعب مع نادي بيتش ‏.